# Xero (film)
Xero – polski film z 2003 roku w reżyserii Macieja Odolińskiego. Okres zdjęciowy: 9–10 maja 2003, wnętrza: Warszawa, plener: Lublin.

## Fabuła
Warszawa, rok 2019. Przypadkowe spotkanie i zbliżenie dwojga obcych, zdesperowanych ludzi, Marka i Viery. Nocna rozmowa odkrywa przed Vierą fakty z poprzedniego życia Marka. Okazuje się on jednym z pierwszych sklonowanych w Europie ludzi.

## Obsada
- Agnieszka Wagner – Marta
- Krzysztof Banaszyk – Marek Werbiński
- Magdalena Czerwińska – Viera
- Jan Janga-Tomaszewski – Czarny
- Katarzyna Sławińska – spikerka TV
- Wojciech Magnuski – dr Miller
- Jakub Krychowiak – Marek
- Magdalena Gnatowska